# Вікерсундбакен
Вікерсундбакен (норв. Vikersundbakken) — трамплін для стрибків на лижах у селищі Вікерсунді що знаходиться в комуні Модум, Норвегія. З 2011 р. цей трамплін є найбільшим у світі та єдиним трампліном для польотів у Скандинавських країнах. 5 світових рекордів було встановлено на цьому трампліні, включно з поточним рекордом, який становить 246,5 метрів та належить Йогану Ремену Евенсену (Норвегія). В комплекс також входять великий, середній трампліни та декілька тренувальних трамплінів.
Трамплін був відкритий в 1936 р., як великий трамплін. Він був перебудований у трамплін для польотів на лижах в 1964 р. та реконструйований в 1989, 1999 та 2010 рр. Великий трамплін був побудований в 1988 р. Цей трамплін був першим трампліном, де були встановлені потужні освітлювальні прожектори в 2006 р. Тут проводилися Чемпіонати світу з польотів на лижах в 1977, 1990, 2000 та 2012 рр.

## Історія
В 1894 р. був заснований клуб зі стрибків на лижах «Вікерсунд СК». До 1930-х р.р. клуб використовував шість різних трамплінів неподалік. На той час у клубі займалася велика кількість успішних стрибунів, тому було запропоновано побудувати належний трамплін. 19 березня 1935 р. було засновано комітет, який очолив Ґустав Н. Говде. Спочатку комітет знайшов придатну ділянку на північ від Геґґена. В той же час, він не зміг домовитись з власником землі. Замість цього Говде запропонував використати крутий схил поблизу церкви у Геґґені. Після придбання землі у 1935 р. розпочалося будівництво. Перший трамплін був спроектований Тунольдом Гансеном. Вартість будівництва склала 6 290 норвезьких крон, з яких 1 000 крон складали кредитні кошти, а решта фінансування було надано приватними жертводавцями.
Перший трамплін мав висоту 425 метрів від вершини гори розгону до кінця зони приземлення та різницю висот у 130 метрів. Довжина гори розгону становила 115 метрів, а різниця висот — 46 метрів. Трамплін було відкрито 29 січня 1936 р. 50-метровим стрибком Бірґера Генріксена. Найдовший стрибок у день відкриття був зроблений Рейдаром Андерсеном, який стрибнув на 86 метрів.
Головною логістичною проблемою на змаганнях була погана транспортна інфраструктура, яка складалася з вузької дороги до трампліну. Протягом 1950-х рр. відвідуваність набагато переросла початкові 5 000 осіб, у зв'язку з чим дорога була модернізована в 1955 р. В 1950-х рр. будувалися все більші трампліни, тому в 1954 р. Крістіан Говде запропонував збільшити Вікерсундбакен, що, як він сподівався, дозволить стрибати на 100 метрів. План був схвалений на щорічних зборах клубу 13 вересня, а будівництво розпочалося влітку 1955 р. Нижня частина схилу приземлення була підрита на 1,75 м, гора розгону була піднята на 85 см, також були побудовані нові вишка для журі та сходи. Додаткове розширення було схвалено 27 квітня 1956 р. Новий трамплін був спроектований Карлом Борґеном. Будівництво проводила фірма «Брьодрене Тейґен». Новий трамплін було відкрито 10 березня 1956 р.
Новий трамплін був завеликим для того, щоб називатися великим трампліном, але був також замалим, щоб отримати категорію трампліну для польотів на лижах. В 1964 р. клуб призначив комітет, очолюваний Оттаром Ґрьоттерудом, для вивчення можливості розширення трампліну. В Скандинавських країнах належало побудувати лише один трамплін для польотів на лижах; головною альтернативою був Ренабакен в Рені. Будівництво коштувало 445 000 крон та було частково профінансовано грантом у 75 000 крон та позикою у 150 000 крон від мерії Модуму, 80 000 крон було надано клубом, компаніями, банками та муніципалітетом округу Бускеруд, 100 000 крон отримано від букмекерських контор, крім того на об'єкті працювали волонтери. Будівництво проводила компанія Ґуннара Стеркеб'є. Трамплін отримав нову зону розгону та вишку для журі. На схилі приземлення було вирито 200 000 м³ ґрунту. Робота була ускладнена великими снігопадами та зниженням температури до −28 °С. Трамплін був відкритий 13 березня 1966 р.
Наступне невелике оновлення комплексу було проведено перед Чемпіонатом світу 1977 р. Перед Чемпіонатом світу 1990 р. комплекс було знову реконструйовано. В той же час, щоб збільшити кількість робочих місць було також побудовано новий середній трамплін висотою 90 м.
Трамплін було перебудовано для Чемпіонату світу з польотів на лижах 2012 р. Вікерсундбакен є найпершим у світі з потужністю 225 м, що робить його найбільшим трампліном для польотів на лижах у світі, оскільки трамплін у Планіці (Словенія), який був раніше найбільшим, має потужність 215 м. Трамплін було розбудовано далі на місцевості, а також було побудовано бічні стіни з натурального гравію для уникнення проблем із вітром під час змагань. Крім того, трампліну було надано невеликий уклін на південь від зони розгону з метою подальшого зниження проблем із вітром. Трамплін був готовий для тренувального чемпіонату з польотів 11-13 лютого 2011 р.
Стара зона розгону була знесена в 2010 р. Архітекторами нового, збільшеного трампліну були словенці Янеж Горішек та його син Себастьян Горішек. Янеж Горішек та його брат Ладо найбільш відомі, як архітектори «Летальніца Братов Горішек» в Планіці, трампліну, який раніше був найбільшим у світі. Янежа Горішека зазвичай називають батьком сучасних польотів на лижах, крім того він є чільним експертом з трамплінів для польотів на лижах.
Протягом офіційного тренування на репетиції чемпіонату з польотів 11 лютого 2011 р. Йоган Ремен Евенсен стрибнув на 243 м, встановивши новий світовий рекорд. Пізніше, у кваліфікації, Евенсен встановив ще один світовий рекорд 246,5 м. 12 лютого Ґреґор Шліренцауер встановив новий рекорд Австрії 243,5 м. Йоган Ремен Евенсен того ж дня зміг стрибнути на 240 м з ідеальним телемарком.
Протягом осені 2011 р. трамплін було додатково покращено. Грегор Шліренцауер позитивно оцінив трамплін в інтерв'ю, назвавши його найкращим трампліном у світі. Евенсен був також дуже задоволений трампліном, назвавши його «ідеальним».

## Події
Перше змагання на трампліні було проведено 25 лютого 1936 р.; його відвідали 5 000 глядачів. Гільмар Міра виграв змагання, встановивши перший офіційний рекорд трампліну на позначці 86 м. Трамплін використовувався щорічно для великого змагання, Вікерсундреннет. Арнольд Конґсґорд встановив новий рекорд, стрибнувши на 87,5 м, та побив його ще на метр двома роками пізніше. Останній рекорд трампліну в його оригінальній формі, встановлений Арне Гоелем в 1951 р., становив 98 м та був також рекордом Норвегії. Після відкриття нового трампліну в 1957 р., Гоель встановив новий рекорд трампліну 100,5 м. Наступного року Асбйорн Оснес встановив новий рекорд 108,5 м, а у 1960 р. Пааво Луккарініємі стрибнув на 116,5 м.
На першому змаганні зі стрибків на лижах 14 березня 1966 р. Бйорн Віркола встановив новий світовий рекорд — 146 м. Починаючи з 12 березня 1967 р., клуб проводив Міжнародний тиждень стрибків на лижах. Перші змагання були проведені 12 березня 1967 р.: на них Райнгольд Бахлер (Австрія) встановив світовий рекорд 154 м. 11 березня 1968 р. турнір, на який зібралися 22 500 глядачів, було скасовано через сильний вітер. В 1973 р. Міжнародний тиждень стрибків на лижах було скасовано через брак снігу. На цьому трампліні було також проведено 2 змагання Континентального кубку в 2004 р., обидва з яких виграв Роланд Мюллер (Австрія).
Наприкінці 1960-х р.р. Міжнародна федерація лижного спорту (FIS) висунула план проведення світового чемпіонату з польотів на лижах. Норвезька федерація лижного спорту виступила проти такого плану. Вікерсундбакену було надано право провести четвертий Чемпіонат світу з польотів на лижах у 1977 р. Змагання виграв Вальтер Штайнер (Швейцарія), Франтішек Новак (Чехословаччина) встановив новий рекорд трампліну — 157 м. На Вікерсундбакені проводилися змагання Кубку світу зі стрибків з трампліну 1980, 1983 та 1986 р.р.
Середній трамплін використовувався для проведення Чемпіонату Норвегії 1989 р. У зв'язку з відсутністю снігу 3 000 кубометрів снігу було доставлено потягом з Фінсе Берґенською лінією та вантажівкою зі станції Вікерсунд.

## Переможці

### Кубок світу
- 02.03.1980 Пер Бергеруд (Норвегія)
- 18.02.1983 Матті Нюкянен (Фінляндія)
- 19.02.1983 Матті Нюкянен (Фінляндія)
- 20.02.1983 Матті Нюкянен (Фінляндія)
- 15.02.1986 Андреас Фельдер (Австрія)
- 16.02.1986 Андреас Фельдер (Австрія)
- 18.02.1995 Андреас Ґольдберґер (Австрія)
- 19.02.1995 Андреас Ґольдберґер (Австрія)
- 01.03.1998 Андреас Відгельцль (Австрія)
- 01.03.1998 Таканобу Окабе (Японія)
- 17.01.2007 Андеш Якобсен (Норвегія) (вечірні змагання)
- 14.03.2009 Австрія (вечірні змагання)
- 15.03.2009 Грегор Шліренцауер (Австрія)
- 12.02.2011 Грегор Шліренцауер (Австрія)
  - Йоган Ремен Евенсен (Норвегія) (вечірні змагання)
- 13.02.2011 Ґреґор Шліренцауер (Австрія)

### Чемпіонат світу з стрибків на лижах
- 1977 рік — Вальтер Штайнер (Швейцарія)
- 1990 рік — Дітер Тома (ФРН)
- 2000 рік — Свен Ганнавальд (Німеччина)
- 2012 рік — Роберт Краньєц (Словенія)

В 2000 р. змагання складалися лише з 3 стрибків через погану погоду.

## Рекорд трампліну (чоловіки)

### Офіційний
Рік Ім'я Довжина
- 1936 Гільмар Міра (Норвегія) 85.0 м
- 1946 Арнольд Конґсґорд (Норвегія) 87.5 м
- 1948 Арнольд Конґсґорд (Норвегія) 88.5 м
- 1951 Арне Гоель (Норвегія) 98.0 м
- 1957 Арне Гоель (Норвегія) 100.5 м
- 1958 Асбйорн Оснес (Норвегія) 108.5 м
- 1960 Пааво Лукарініємі (Фінляндія) 116.5 м
- 1966 Бйорн Віркола (Норвегія) 145.0 м (світовий рекорд)
- 1966 Бйорн Віркола (Норвегія) 146.0 м (світовий рекорд)
- 1967 Райнгольд Бахлер (Австрія) 154.0 м (світовий рекорд)
- 1977 Франтішек Новак (Чехословаччинна) 157.0 м
- 1986 Пйотр Фіяш (Польща) 163.0 м
- 1990 Матті Нюкянен (Фінляндія) 171.0 м
- 1990 Дітер Тома (ФРН) 171.0 м
- 1995 Лассе Оттесен (Норвегія) 175.0 м
- 1995 Андреас Ґольдберґер (Австрія) 179.0 м
- 1995 Еспен Бредесен (Норвегія) 185.0 м
- 1995 Янне Ахонен (Фінляндія) 187.0 м
- 1995 Андреас Ґольдберґер (Австрія) 188.0 м
- 1998 Таканобу Окабе (Японія) 194.0 м
- 2000 Андреас Ґольдберґер (Австрія) 207.0 м
- 2007 Міхаель Урманн (Німеччина) 214.5 м
- 2009 Мартін Кох (Австрія) 216.5 м
- 2009 Гаррі Оллі (Фінляндія) 219.0 м
- 2011 Дайкі Іто (Японія) 220.0 м
- 2011 Йоган Ремен Евенсен (Норвегія) 243.0 м (світовий рекорд)
- 2011 Йоган Ремен Евенсен (Норвегія) 246.5 м (світовий рекорд)

### Неофіційний/Невизнаний
Рік Ім'я Довжина Примітка
- 2000 Том Ааге Арнес (Норвегія) 204.0 м тестовий стрибок
- 2000 Тер'є Ніхус (Норвегія) 211.0 м стрибок з відеокамерою
- 2000 Свен Ганнавальд (Німеччина) 214.5 м падіння
- 2004 Йостейн Смебі (Норвегія) 211.0 м. Континентальний кубок
- 2004 Кім-Роар Гансен (Норвегія) 212.0 м. Континентальний кубок
- 2004 Олаф Маґне Дьоннем (Норвегія) 214.0 м. Континентальний кубок
- 2004 Роланд Мюллер (Австрія) 219.0 м. Континентальний кубок
- 2007 Мартін Кох (Австрія) 220.5 м падіння
- 2009 Бьоорґе Ґеллейн Блікенґ (Норвегія) 220.5 м стрибок з відеокамерою
- 2009 Ґреґор Шліренцауер (Австрія) 224.0 м падіння
- 2011 Андреас Вільберґ (Норвегія) 220.5 м тестовий стрибок

### Рекорд трампліну (жінки)
2004 Анетт Саґен (Норвегія), 174.5 м